# Diaspora algérienne
La diaspora algérienne regroupe la population d'origine ou de nationalité algérienne vivant à l'extérieur du pays, principalement en France mais aussi dans le reste du monde. Elle est en grande partie la conséquence du fort taux d'émigration que connaît l'Algérie depuis la fin de la Seconde Guerre mondiale en 1945 et la liberté donnée par l'administration coloniale française aux Algériens de s'installer en France métropolitaine à partir de 1947.
Dans les années 1960 et 1970, la conjoncture économique favorable que connaît la France contribue à amplifier le phénomène.

## Démographie
Selon Gilles Pison, en 2000, le nombre total des migrants algériens (c'est-à-dire nés en Algérie et vivant à l'extérieur du pays) dans le monde est estimé à plus de 2 millions d’individus, soit une proportion de 6,8 % par rapport à la population du pays.
Selon l'Aida, l'Association internationale de la diaspora algérienne à l’étranger, créée à Londres en 2012, les Algériens ou personnes d'origine algérienne vivant à l’étranger en 2012 seraient au nombre de 6 millions.
Selon le sociologue Hocine Khalfaoui plus de 80 % de la diaspora algérienne installée en Amérique du Nord (États-Unis et Canada) est composée de hauts diplômés. Fateh Ouazzani, président de Reage (Réseau des Algériens diplômés des grandes écoles et universités françaises), recensait en 2013 entre 300 000 et 400 000 cadres et entrepreneurs algériens ou d’origine algérienne en France et en Europe.

### France
Il est compliqué de connaître le chiffre exact de la population d'origine algérienne en France puisque la loi française n'autorise pas l'État à recueillir de statistiques entre autres sur l'origine ethnique. Les estimations se basent donc généralement sur les données officielles de l'Insee qui considère comme immigré ou personne issue de l'immigration uniquement les « personnes nées étrangères à l’étranger » et les enfants de ces personnes. En 2012, selon cet institut, les immigrés algériens et leurs enfants (au moins un parent né en Algérie) étaient 1 713 000 en 2008.
Les estimations non-officielles proposées varient fortement mais se chiffrent en millions, ce qui en fait l'une des principales populations d'origine étrangère du pays. Pour Bernard Godard et Sylvie Taussig, plus d'un 1,5 million de personnes d'origine algérienne vivent en France en 2008. Selon Gilbert Meynier, spécialiste de l'histoire de l'Algérie sous la domination française, et Tahar Khalfoune, le nombre de résidents d'origine algérienne en France en 2012 peut être estimé à 4 millions, dont 2 millions de binationaux. Pour Séverine Labat, politologue, chercheur au CNRS/CADIS, et auteur d’un livre en 2010 sur les binationaux franco-algériens La France réinventée. Les nouveaux bi-nationaux franco-algériens, « Même si le chiffre de 4 millions de Franco-Algériens doit être manié avec prudence, il signale l'ampleur du phénomène »,. En 2020, le président algérien Abdelmadjid Tebboune « rappelle que plus de 6 millions d'Algériens vivent en France » sans préciser de source.
L'étude sérieuse la plus récente à ce jour, effectuée par Michèle Tribalat en 2015, estime à environ 2,5 millions le nombre de personnes d'origine algérienne sur trois générations en 2011 selon la répartition suivante :
| Pays d'origine (milliers) | Immigrés (tous âges confondus) | 1re génération née en France (tous âges confondus) | 2e génération née en France (moins de 60 ans uniquement) | Total |
| ------------------------- | ------------------------------ | -------------------------------------------------- | -------------------------------------------------------- | ----- |
| Algérie                   | 737                            | 1 170                                              | 563                                                      | 2 470 |

Note : pour la 2e génération née en France, seules les personnes âgées de moins de 60 ans sont prises en compte.
Par ailleurs, selon cette même étude de Michèle Tribalat, les personnes d'origine algérienne sur trois générations représentent 4,6 % de la population française des moins de 60 ans en 2011. Cette estimation exclut les rapatriés européens et juifs, par définition français de naissance,.
Selon l'Insee, 4,0 % des enfants nés en 2011 en France métropolitaine, soit 30 426 sur 758 344, ont un père né en Algérie, avec la plus forte proportion dans les départements des Seine-Saint-Denis (10,5 %), Bouches-du-Rhône (9,5 %), Rhône (8,3 %), Val-de-Marne (8,0 %), Territoire de Belfort (7,3 %), Val-d'Oise (6,4 %), Haute-Garonne (6,3 %), Hauts-de-Seine (6,2 %), Loire (6,1 %), Haute-Vienne (5,5 %), Essonne (5,3 %), Paris (5,1 %), Nord (5,0 %), Pyrénées-Orientales (4,7 %), Haut-Rhin (4,7 %), Isère (4,6 %), Yvelines (4,4 %), Seine-et-Marne (4,1 %), Moselle (4,1 %), Gard (4,0 %), Alpes-Maritimes (3,7 %), Hérault (3,7 %), Drôme (3,7 %).
L'Algérie dispose de dix-huit consulats en France pour ses ressortissants : Paris, Marseille, Strasbourg, Lyon, Lille, Bobigny, Créteil, Nanterre, Pontoise, Saint-Étienne, Nice, Besançon, Grenoble, Metz, Bordeaux, Nantes, Toulouse et Montpellier.

### Amérique du Nord
Selon l'Aida, l'Association internationale de la diaspora algérienne à l’étranger, les Algériens ou personnes d'origine algérienne seraient entre 120 000 et 140 000 en Amérique du Nord (110 000 au Canada, 30 000 aux États-Unis et 2 000 au Mexique). Entre 2001 à 2004, 15 739 Algériens ont ainsi émigré au Canada et, depuis cinq ans, l’Algérie se place au premier rang africain en matière de nombre d’émigrés qui choisissent le Canada.

### Autres pays
La France et l'Amérique du Nord ne sont pas les seules destinations des Algériens. Ils sont aussi présents en Espagne, au Royaume-Uni, en Italie, en Allemagne.

## Chiffres
| Pays        | Chiffres             |
| ----------- | -------------------- |
| France      | 2 000 000-5 000 000, |
| Espagne     | 64 000-300 000,      |
| Canada      | 110 000-160 000      |
| Italie      | 50 000               |
| Royaume-Uni | 33 000               |
| États-Unis  | 30 000               |
| Israël      | 46 477               |
| Allemagne   | 22 000               |
| Suisse      | 13 000               |
| Tunisie     | 12 000               |
| Maroc       | 11 284               |
| Belgique    | 9 944                |
| Pays-Bas    | 8,338                |
| Mexique     | 2 000                |
| Égypte      | 2 000                |
| Irlande     | 1 047                |
| Portugal    | 1 000                |